# Transamerica piramida
Transamerica piramida (Transamerica Pyramid)  je najpoznatiji neboder u San Franciscu.
Izgrađen je na lokaciji povijesnog Montgomery Blocka, visok je 260 metara i ima 48 katova. Izgradnja je počela 1969., a završila 1972. godine. Dizajnirao ga je arhitekt William Pereira.
Iako više nije sjedište korporacije Transamerica, još uvijek je vezana za korporaciju i predstavlja njen simbol. Transamerica Pyramid je bio najveći neboder zapadno od Mississippija od 1972. do 1974. godine, kada ga je nadvisio AOL centar u Los Angelesu.
Vidi još: Popis najviših nebodera svijeta

## Vanjske poveznice
- Službena stranica  Arhivirana inačica izvorne stranice od 7. veljače 2011. (Wayback Machine)

### Ostali projekti
|  | Zajednički poslužitelj ima još gradiva o temi Transamerica piramida |